# Louis Baron

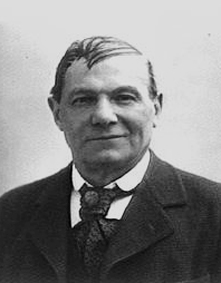
Baron ca. 1880.

Louis Baron (ursprungligen Buchenez), född 1838 och död 1920, var en fransk skådespelare.
Baron var 1866-1897 nästan oavbrutet knuten till Théâtre des Variétés i Paris. Baron var en ursprunglig och fantasifull komiker, som med små medel i ett spirituellt och naturligt framställningssätt nådde en utomordentlig effekt i Offenbachs operetter och den lätta komedin.